# Aartsbisdom Newark
Het aartsbisdom Newark (Latijn: Archidioecesis Novarcensis) is een rooms-katholiek aartsbisdom met als zetel Newark, in de Amerikaanse staat New Jersey. De aartsbisschop van Newark is metropoliet van de kerkprovincie Newark, waartoe ook de volgende suffragane bisdommen behoren:
- Camden
- Metuchen
- Paterson
- Trenton

## Geschiedenis
Het aartsbisdom werd opgericht op 29 juli 1853, als het bisdom Newark, uit delen van het aartsbisdom New York en het bisdom Philadelphia, en was suffragaan aan het aartsbisdom New York. Op 10 december 1937 werd het verheven tot metropolitaan aartsbisdom. 
Het aartsbisdom verloor gebied bij de oprichting van de bisdommen Trenton (1881) en Paterson (1937).

## Parochies
Het aartsbisdom had in 2021 een oppervlakte van 1.328 km2 en telde 2.959.909 inwoners waarvan 46,2% rooms-katholiek was.

## Ordinarii

### Bisschoppen
- James Roosevelt Bayley (29 juli 1853 - 30 juli 1872)
- Michael Augustine Corrigan (14 februari 1873 - 1 oktober 1880)
- Winand Michael Wigger (2 augustus 1881 - 5 januari 1901)
- John Joseph O’Connor (20 mei 1901 - 20 mei 1927)

### Aartsbisschoppen
- Thomas Joseph Walsh (bisschop: 2 maart 1928, aartsbisschop: 10 december 1937 - 6 juni 1952)
  - Thomas Henry McLaughlin (hulpbisschop: 18 mei 1935 - 16 december 1937)
  - William Aloysius Griffin (hulpbisschop: 26 februari 1938 - 18 mei 1940)
  - James Aloysius McNulty (hulpbisschop: 2 augustus 1947 - 9 april 1953)

- Thomas Aloysius Boland (15 november 1952 - 25 maart 1974; hulpbisschop: 21 mei 1940 - 21 juni 1947)
  - Justin Joseph McCarthy (hulpbisschop: 27 maart 1954 - 27 januari 1957)
  - Walter William Curtis (hulpbisschop: 27 juni 1957 - 23 september 1961)
  - Martin Walter Stanton (hulpbisschop: 27 juni 1957 - 17 april 1972)
  - Joseph Arthur Costello (hulpbisschop: 17 november 1962 - 22 september 1978)
  - John Joseph Dougherty (hulpbisschop: 17 november 1962 - 18 september 1982)

- Peter Leo Gerety (25 maart 1974 - 3 juni 1986)
  - Jerome Arthur Pechillo (hulpbisschop: 6 maart 1976 - 1 januari 1991)
  - Robert Francis Garner (hulpbisschop: 3 mei 1976 - 11 juni 1995)
  - Joseph Abel Francis (hulpbisschop: 3 mei 1976 - 30 juni 1995)
  - Dominic Anthony Marconi (hulpbisschop: 3 mei 1976 - 1 juli 2002)
  - David Arias Pérez (hulpbisschop: 25 januari 1983 - 21 mei 2004)

- Theodore Edgar McCarrick (30 mei 1986 - 21 november 2000; kardinaal in 2018)
  - James Thomas McHugh (hulpbisschop: 20 november 1987 - 13 mei 1989)
  - John Mortimer Fourette Smith (hulpbisschop: 20 november 1987 - 25 juni 1991)
  - Michael Angelo Saltarelli (hulpbisschop: 2 juni 1990 - 21 november 1995)
  - Charles James McDonnell (hulpbisschop: 15 maart 1994 - 21 mei 2004)
  - Nicholas Anthony DiMarzio (hulpbisschop: 10 september 1996 - 7 juni 1999)
  - Paul Gregory Bootkoski (hulpbisschop: 7 juli 1997 - 4 januari 2002)
  - Arthur Joseph Serratelli (hulpbisschop: 3 juli 2000 - 1 juni 2004)

- John Joseph Myers (24 juli 2001 - 7 november 2016)
  - Edgar Moreira da Cunha (hulpbisschop: 27 juni 2003 - 3 juli 2014)
  - Gaetano Aldo Donato (hulpbisschop: 21 mei 2004 - 25 augustus 2015)
  - John Walter Flesey (hulpbisschop: 21 mei 2004 - 16 oktober 2017)
  - Manuel Aurelio Cruz (hulpbisschop: 9 juni 2008 - heden)
  - Bernard Anthony Hebda (coadjutor: 24 september 2013 - 24 maart 2016)

- Joseph William Tobin (7 november 2016 - heden; kardinaal in 2016)
  - Elias Richard G. Lorenzo (hulpbisschop: 27 februari 2020 - heden)
  - Michael Arsenio Saporito (hulpbisschop: 27 februari 2020 - heden)
  - Gregory James Studerus (hulpbisschop: 27 februari 2020 - heden)

## Galerij van afbeeldingen

Wapen van het aartsbisdom
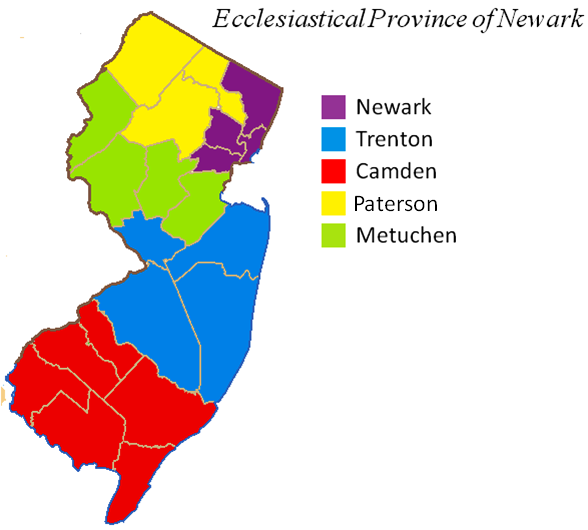
Kerkprovincie met aartsbisdom en suffragane bisdommen
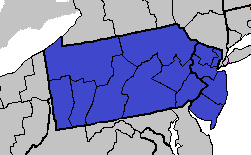
Regio III van de Amerikaanse bisschoppenconferentie
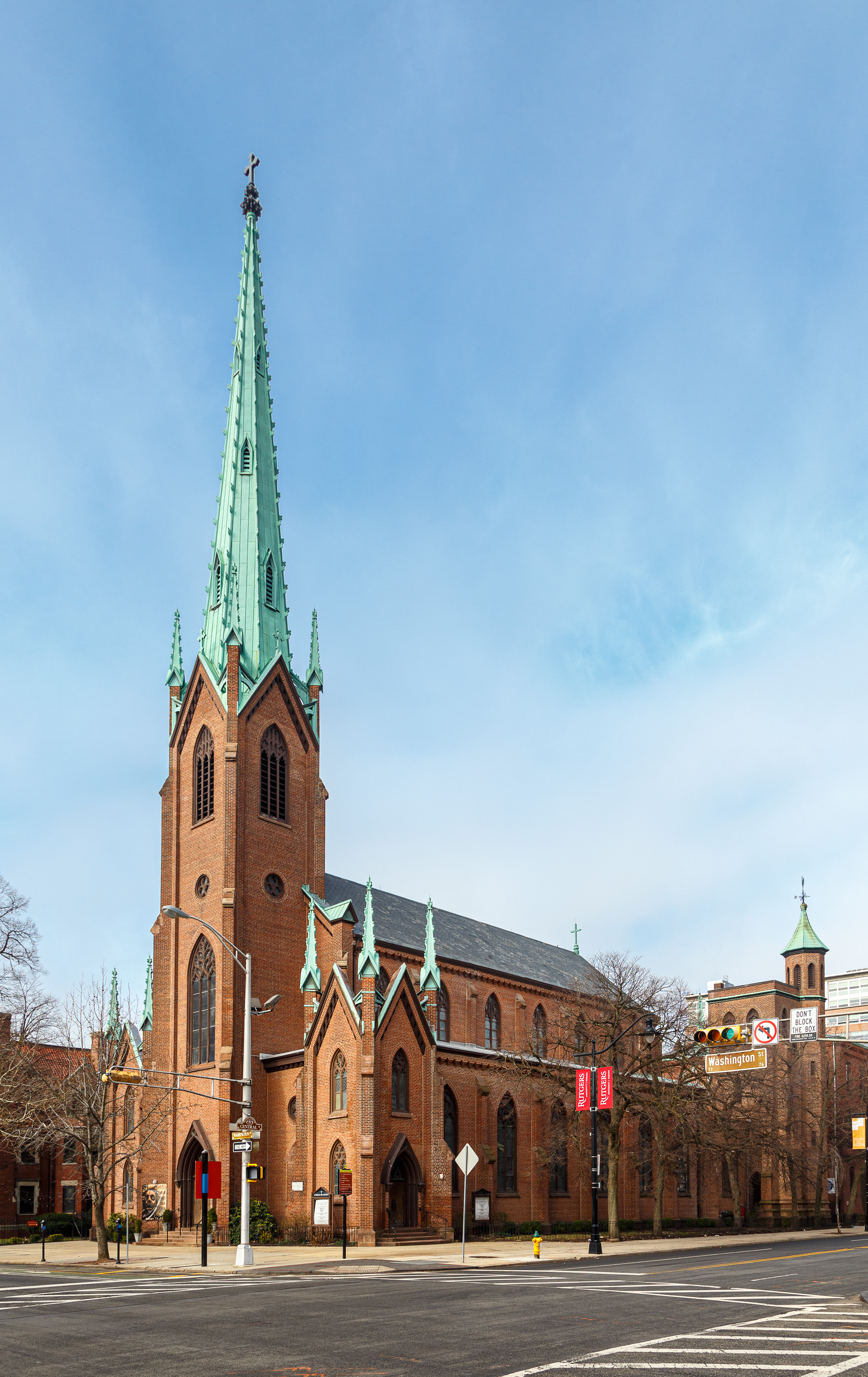
Saint Patrick's Pro-Cathedral in Newark
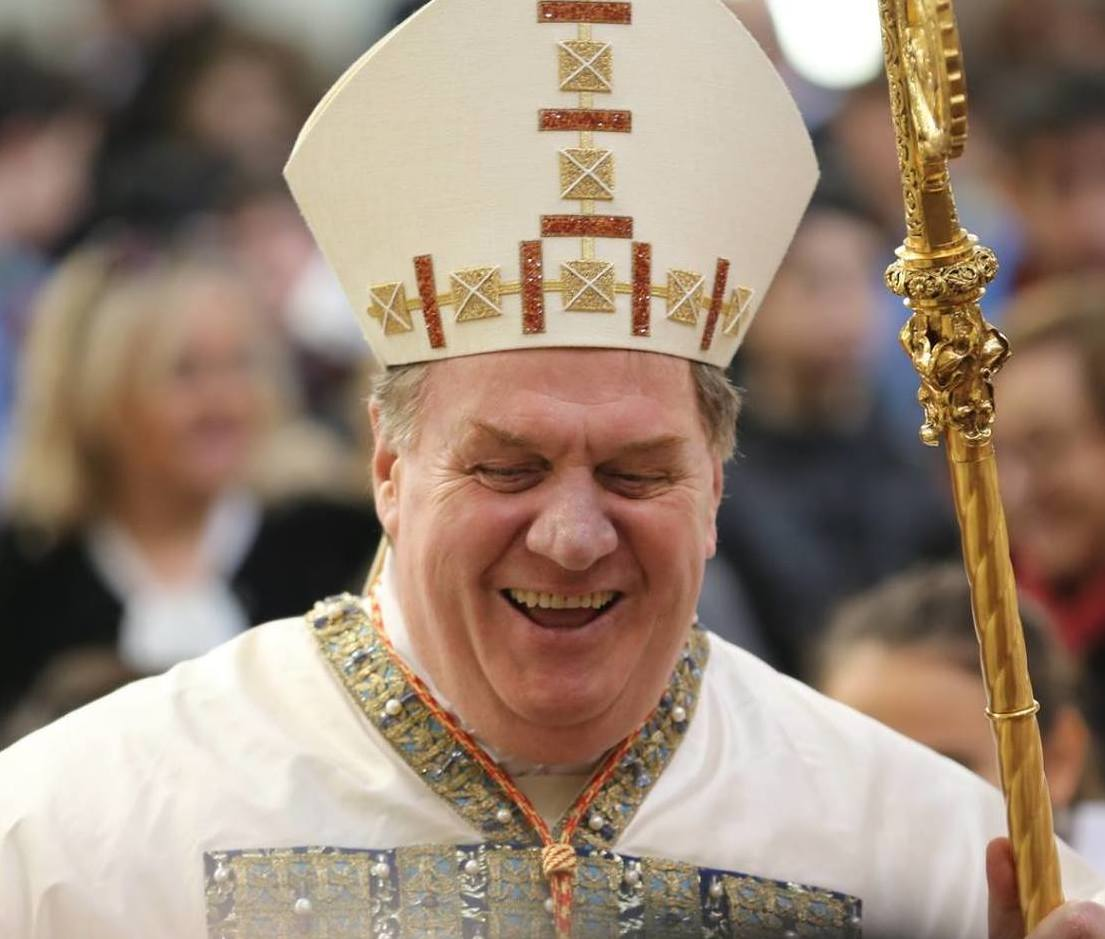
Aartsbisschop Joseph William Tobin (2016-heden), kardinaal in 2016

Newark (aartsbisdom) · Camden · Metuchen · Paterson · Trenton